# Андре Тасин
Андре Тасин (енгл. André Tassin; Арас, 23. фебруар 1902 — Ремс, 12. јул 1986) бивши је француски фудбалер. Играо је на позицији голмана за ФК Расинг.
На Светском првенству 1932. Андре је наступао за репрезентацију Француске. Пре тога, Светском првенству 1930. био је замена Алексу Тепоту.

## Играчка каријера
- ФК Расинг (1929—1934)
- ФК Амјен (1934—1935)
- ФК Ремс (1935—1936)

## Признања
- Наступи у репрезентацији (5 утакмица)
- Финалиста Купа Француске (са ФК Расинг)